# Boringholm
Boringholm er et voldsted lidt nord for landsbyen Boring i Hvirring Sogn vest for Horsens. Der er adgang til stedet via en P-plads ved Raskvej 52.
Det har været en privat borg i træ, der blev opført på tre øer i en mose. En af øerne var naturlig, mens de to andre blev etableret ved voldstedets opførelse, hvor man nedrammede stolper og flette faskiner af vidjer. Adgangen er foregået via de to broer, der var anlagt fra nord og syd. Den sydlige bro er dateret til 1367/1368. I midten af voldstedet har der været en række kvadratisk anlagte bindingsværksbygninger. Denne del er blevet dendrokronologisk dateret til 1370, mens den ovale borgbanke er dateret til 1380, hvor den er blevet udvidet væsentligt. Datering er gjort i 1999-2000. Den vestlige ende af anlægget er tilsyneladende aldrig blevet færdiggjort.
Området har været ejet af Brok-slægten, der fik skøde på det i 1323. I 1365 fik Kronen rettighederne, og i 1400 bliver den nævnt som befæstet. I 1406 nævner en kilde, at Margrete 1. ejede den, og den udgår sandsynligvis af brug omkring dette tidspunkt.
Anlægget blev udgravet af Nationalmuseet fra 1906 til 1912 under Christian Axel Jensen og C.M. Smidt. Udgravningerne viste, at voldstedet havde været i brug over en længere periode. Under udgravningerne fandt man bl.a. sværd, skjolde og hestesporer. Der blev også fundet en del organisk materiale som bygningstømmer, lædersko, tønder og redskaber, som endnu ikke var forgået, fordi bevaringsforholdene var særligt gode i mosen. Derudover fandt man dele fra to trævogne, som er de mest betydningsfulde fund af vogne i Nordeuropa fra denne periode. Vognene er blevet kaldt for boringholmvognene efter findestedet. På Middelaldercentret ved Nykøbing Falster har man rekonstrueret en af vognene.
Alle de fundne genstande befinder sig i dag på Nationalmuseet i København.